# 鶯梅院
鶯梅院（おうばいいん）は、岡山県岡山市東区西隆寺にある高野山真言宗の寺院。山号は菩提山。寺号は西隆寺。本尊は薬師如来。

## 歴史
天平勝宝年間（749年-757年）に鑑真が開基したと伝えられている。
幕末に住職を務めた永野真専は高野山に入山し、治山布教の功績を認められ左学頭を務めた。またその書は鶯梅院流として世人の高い評価を得た。